# 拉佩鲁耶
拉佩鲁耶（法語：La Pérouille，法語發音：[la peʁuj]）是法国安德尔省的一个市镇，属于沙托鲁区。

## 地理
拉佩鲁耶（46°42'13"N, 1°30'56"E）面积21.54 平方千米，位于法国中央-卢瓦尔河谷大区安德尔省，该省份为法国中部省份，北起卢瓦-谢尔省，西北接安德尔-卢瓦尔省，西南接维埃纳省，南至克勒兹省和上维埃纳省，东临谢尔省。
与拉佩鲁耶接壤的市镇（或旧市镇、城区）包括：沙斯讷伊、吕昂、讷耶莱布瓦、尼雷勒费龙、唐迪。

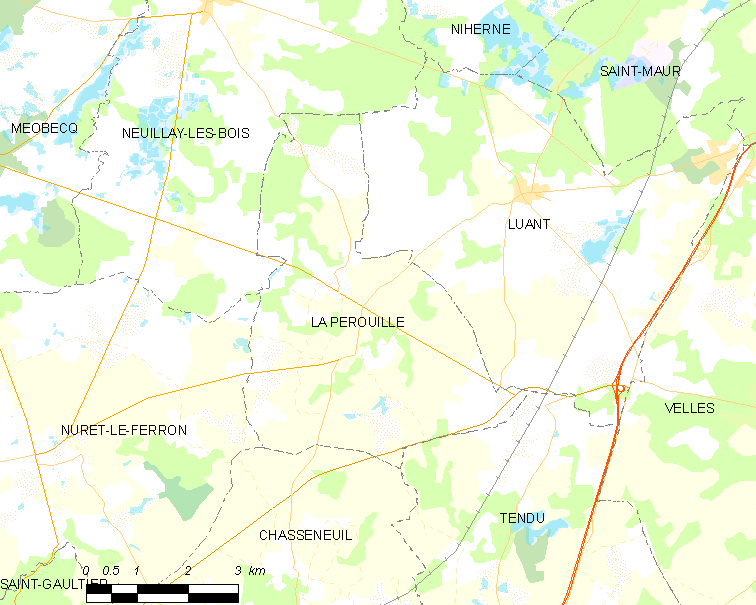
拉佩鲁耶的OSM定位图

拉佩鲁耶的时区为UTC+01:00、UTC+02:00（夏令时）。

## 行政
拉佩鲁耶的邮政编码为36350，INSEE市镇编码为36157。

## 政治
拉佩鲁耶所属的省级选区为圣戈捷县。

## 人口

1962-2008年间拉佩鲁耶人口变化图示

拉佩鲁耶于2022年1月1日时的人口数量为435人。